# Johann Th. Lemckert
Johann Theodorus Lemckert (Den Haag, 4 mei 1940) is een Nederlandse musicus  en componist.

## Levensloop

### Studies
Lemckert studeerde aan het Koninklijk Conservatorium in Den Haag de beide hoofdvakken orgel bij Adriaan Engels en piano bij Jan de Man. Daarnaast studeerde hij nog klavecimbel bij Janny van Wering. De zilveren medaille voor het cum laude solistenexamen van het Koninklijk Conservatorium verwierf hij  in 1965, daarna rondde hij zijn muziekstudie af met het behalen van de Prix d'Excellence van het Koninklijk Conservatorium in 1971. Eveneens studeerde hij bij Cor Kee improvisatie en bij Marie-Claire Alain en Gaston Litaize, Franse orgelliteratuur in Parijs. De zilveren medaille van de Société Académique des Arts, Sciences et Lettres te Parijs werd hem uitgereikt in 1985.

### Loopbaan
Lemckert werd in 1969 benoemd tot organist-titularis van de orgels van de Grote of St. Laurenskerk in Rotterdam. Het nieuwe Marcussen & Søn-hoofdorgel werd door hem ingewijd op 8 december 1973 in aanwezigheid van ZKH Prins Claus der Nederlanden. Hij vervulde deze functie tot 2006. Daarnaast gaf hij ook talrijke orgelconcerten, zowel in binnen- als  buitenland. Hij concerteerde op de orgels van de Grote of St.-Bavokerk in Haarlem, de St. Paul's Cathedral in Londen, de Stephansdom in Wenen en elders in Europa, USA en Mexico. Ook was hij hoofddocent aan het Koninklijk Conservatorium in Den Haag, waar hij een jongere generatie organisten opleidde (1972-2000), onder wie Hayo Boerema die hem in 2005 als organist-titularis opvolgde in de St. Laurenskerk in Rotterdam, en Alexander Prins.
Lemckert is zich na zijn carrière als organist gaan toeleggen op componeren. Zo schreef hij concertwerken voor orgel, koor a capella en werken voor blazers en orgel. Verder maakte hij liturgische werken en muziek voor beiaard, alsook een werk voor het chamadron in de kerktoren van Havelte. Diverse lp's en cd's zijn in de loop van de jaren uitgebracht. Lemckert was regelmatig gastdocent in Engeland en de Verenigde Staten en is dikwijls jurylid bij nationale en internationale concoursen. Hij is drager van de Erasmusspeld van de stad Rotterdam.

## Discografie

### Single
- 1970: Johann Th. Lemckert bespeelt de orgels van de Grote of St. Laurenskerk te Rotterdam, Transept en Koororgel, Siegro (6802 365. V)

### Lp's
- 1974: Concert op het Hoofdorgel van de Grote of St. Laurenskerk te Rotterdam door Johann Th. Lemckert, Siegro (6810 593.Y)
- 1976: Johann Th. Lemckert speelt Barokmuziek op het historische orgel te Leens Siegro (6812 010. Y)
- 1977: De kerk in het zilver Concert op het Hoofdorgel van de Grote of St. Laurenskerk door Johann Th. Lemckert, Siegro (6812 191.Y)
- 1978: Concert op Hoofd-, Transept-, en Koororgel in de Grote of St. Laurenskerk te Rotterdam door Johann Th. Lemckert, (Vista VRS 1901)
- 1978: Johann Sebastian Bach - De Grote Orgelmis door Johann Th. Lemckert aan het Hoofdorgel, (Vista VRS 1913/1914)
- 1981: César Franck: Complete orgelwerken, Johann Th. Lemckert aan het hoofdorgel van de Grote of St. Laurenskerk (Vista VRS 1928, 1929, 1930)
- 1981: Concert op Hoofd-, Transept- en Koororgel in de Grote of St. Laurenskerk te Rotterdam door Johann Th. Lemckert (Vista VRS 1927)

### Cd's
- 1990: Johann Th. Lemckert aan de 3 orgels van de Grote of St. Laurenskerk Rotterdam (LBCD14)
- 1990: Johann Th. Lemckert bespeelt het Pels & van Leeuwen-orgel te St. Willebrord (LBCD20)
- 1994: Concert op de drie Marcussen-orgels (VLS) VLC 0394
- 1996: Johann Th. Lemckert plays the van Daalen organ, Mulder Chapel Western Seminary Holland Michigan USA
- 2008: Johann Th. Lemckert: 35 jaar Laurensorganist (Stichting Grote of St. Laurenskerk Rotterdam)

## Composities
- 6 Choralpréludes en een Partita voor de Kerstkring (Boeijenga) voor orgel
- 24 Choralpréludes  "Voor diverse tijden" (2 delen) (Annie Bank) voor orgel
- 12 Chorale Preludes for the Easter Season (Ascolta) voor orgel
- 12 Orgelwerken voor Concert & Liturgie (2 delen)  (Boeijenga)
- Luther-Preludes (31 composities over melodieën en teksten van Maarten Luther)  (Boeijenga) voor orgel
- Haagse Gildebroeders-Suite en Vier Trio's voor de Paastijd (Boeijenga) voor orgel
- Rotterdams Koorboek (12 Koorwerken voor Liturgie & Concert) 4 delen (Boeijenga)
- Intrada "Zingt een nieuw lied" voor trombonesextet en orgel ("Com nu met sangh") (Intrada Heerenveen)
- Three Voluntaries on Evening Songs voor beiaard (The Guild of Carillonneurs in North America)
- Vogel-suite voor beiaard  (6 Fantasieën) (Beiaardcentrum Nederland)
- Mehrtens-suite voor beiaard (6 Fantasieën) (Beiaardcentrum Nederland)
- Trois Pièces sur des thèmes Grégoriens (Boeijenga)  voor orgel
- Intrada voor Epifanie voor koperkwintet en orgel ("Wie schön leuchtet der Morgenstern") (in Rotterdams Orgelboek)  (Boeijenga)

## Privé
- Johann Th. Lemckert is een oudere broer van schrijver en organist Henk Lemckert.